# Klinische Zooanthropie
Klinische Zooanthropie (auch Zoanthropie oder Zooanthropismus, abgeleitet von altgr. ζῷον zōon „Tier“ und ἄνθρωπος ánthrōpos „Mensch“, oder Klinische Therianthropie) bezeichnet die Wahnvorstellung eines Menschen, in ein Tier verwandelt zu sein oder zu werden. Sie ist ein seltenes Phänomen. Gemäß dem AMDP-System handelt es sich bei der klinischen Zooanthropie um „andere Wahninhalte“ (in Abgrenzung zu häufigeren Wahninhalten wie Verfolgungs- oder Größenwahn). Klinische Zooanthropie ist ein Symptom, kein Syndrom.

## Geschichte
Beschreibungen klinischer Zooanthropie gibt es bereits in der antiken Literatur, zum Beispiel sollen die Töchter des Proitos aufgrund göttlichen Zorns von der Wahnvorstellung ergriffen worden sein, sie wären Kühe. Ein frühes Beispiel aus der medizinischen Literatur ist in den Schriften des Paulos von Aigina enthalten. Aus dem Mittelalter und der frühen Neuzeit sind auch weitere Berichte bekannt.
In ethnologischen Beschreibungen treten entsprechende Wahnvorstellungen unter anderem in Zusammenhang mit ritueller Drogeneinnahme auf.
Eine Übersichtsstudie erfasste 56 Fälle klinischer Zooanthropie in der medizinischen Literatur ab 1850.

## Unterscheidung nach Tierart
Eine Unterform der (klinischen) Zooanthropie ist die (klinische) Lykanthropie. Damit ist die Wahnvorstellung gemeint, in einen Wolf verwandelt zu sein oder zu werden. Bisweilen wird die Bezeichnung Lykanthropie verallgemeinernd im Sinne von Zooanthropie verwendet.
Weitere bekannte Formen der Zooanthropie sind die Verwandlung in einen Hund (Kynanthropie), in ein Rind (Boanthropie) oder in eine Katze (Ailuranthropie oder Galeanthropie); zudem wurden Nashorn, Vogel, Pferd, Wüstenrennmaus, Gans, Frosch, Biene, Wildschwein und Schlange sowie Huhn in einzelnen Fällen dokumentiert.
2017 wurde der Fall einer Patientin veröffentlicht, die wahnhaft davon überzeugt war, eine Kaulquappe zu sein.
Meist umfasst die Zooanthropie nur die Verwandlung in eine Tierart; seltener sind  Mehrfachverwandlungen, auch multiple klinische Zooanthropie genannt. Welche Tiere vorkommen, hängt davon ab, ob ihnen in der jeweiligen Kultur Bedeutung zugesprochen wird.

## Hintergrund und Behandlung
Die klinische Zooanthropie kann als sekundäres Wahnsymptom bei affektiven Störungen, Schizophrenie und Demenz auftreten, seltener bei Persönlichkeitsstörungen oder substanzinduzierten Erkrankungen. Meist ist sie von kurzer Dauer und hält nur einige Stunden oder Tage an, es sind aber auch längere Verläufe bekannt. Die Therapie setzt bei der Behandlung der Grunderkrankung an.
Die Vorstellung, ein Tier zu sein, kommt bei Kindern als normales Entwicklungsphänomen vor.

## Darstellung in den Medien
Das Verhalten des titelgebenden Protagonisten von Birdy (Romanverfilmung 1984) erinnert an eine klinische Zooanthropie.